# Hannoversche Allgemeine Zeitung
L'Hannoversche Allgemeine Zeitung è un quotidiano tedesco con sede ad Hannover.

## Storia
Nel 1949 Erich Madsack rilevò il giornale del padre (l'Hannoverscher Anzeiger), fondando l'attuale testata. Fino al 1974 il giornale aveva sede nell'edificio denominato Anzeiger-Hochhaus.